# Jakub z Nisibis
Święty Jakub z Nisibis (zm. 338) – biskup Nisibis, święty katolicki i prawosławny, przeciwnik arianizmu. 

Pochodził z Nisibis i początkowo wiódł życie pustelnicze w górach niedaleko miasta. Zasłynął wówczas z licznych cudów, przez co zyskał przydomek „Mojżesza Mezopotamii”. Jego krewnym był św. Grzegorz Oświeciciel. W 308 roku Jakub został pierwszym biskupem Nisibis. W tym czasie z jego inicjatywy wybudowano w mieście bazylikę, sam zaś założył w nim szkołę teologiczną. W 325 roku był uczestnikiem soboru nicejskiego, gdzie dał się poznać jako gorliwy przeciwnik arianizmu. Był nauczycielem św. Efrema. Zmarł śmiercią naturalną w roku 338 podczas oblężenia Nisibis i tam też jest pochowany. Część jego relikwii przechowywana jest w niemieckim Hildesheim. 

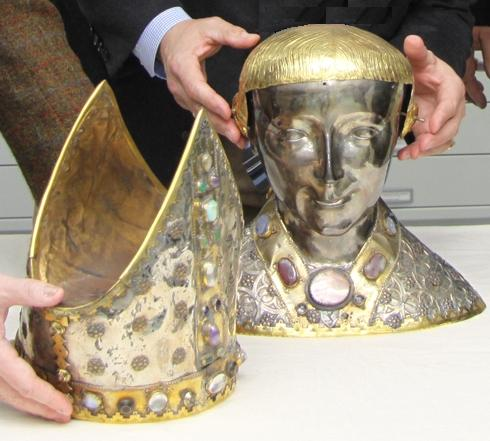
Relikwiarz świętego.

 Według tradycji udało mu się odnaleźć fragment Arki Noego. Martyrologium Rzymskie wspomina go 15 lipca. W kalendarzach prawosławnych jego imię widnieje pod datą 13 stycznia. Ormianie, wśród których istnieje tradycyjny kult świętego, obchodzą jego wspomnienie 16 grudnia. Czczony jest również przez Syryjski Kościół Ortodoksyjny i Kościół koptyjski, odpowiednio 15 lipca i 26 stycznia.